# هنر رمانسک

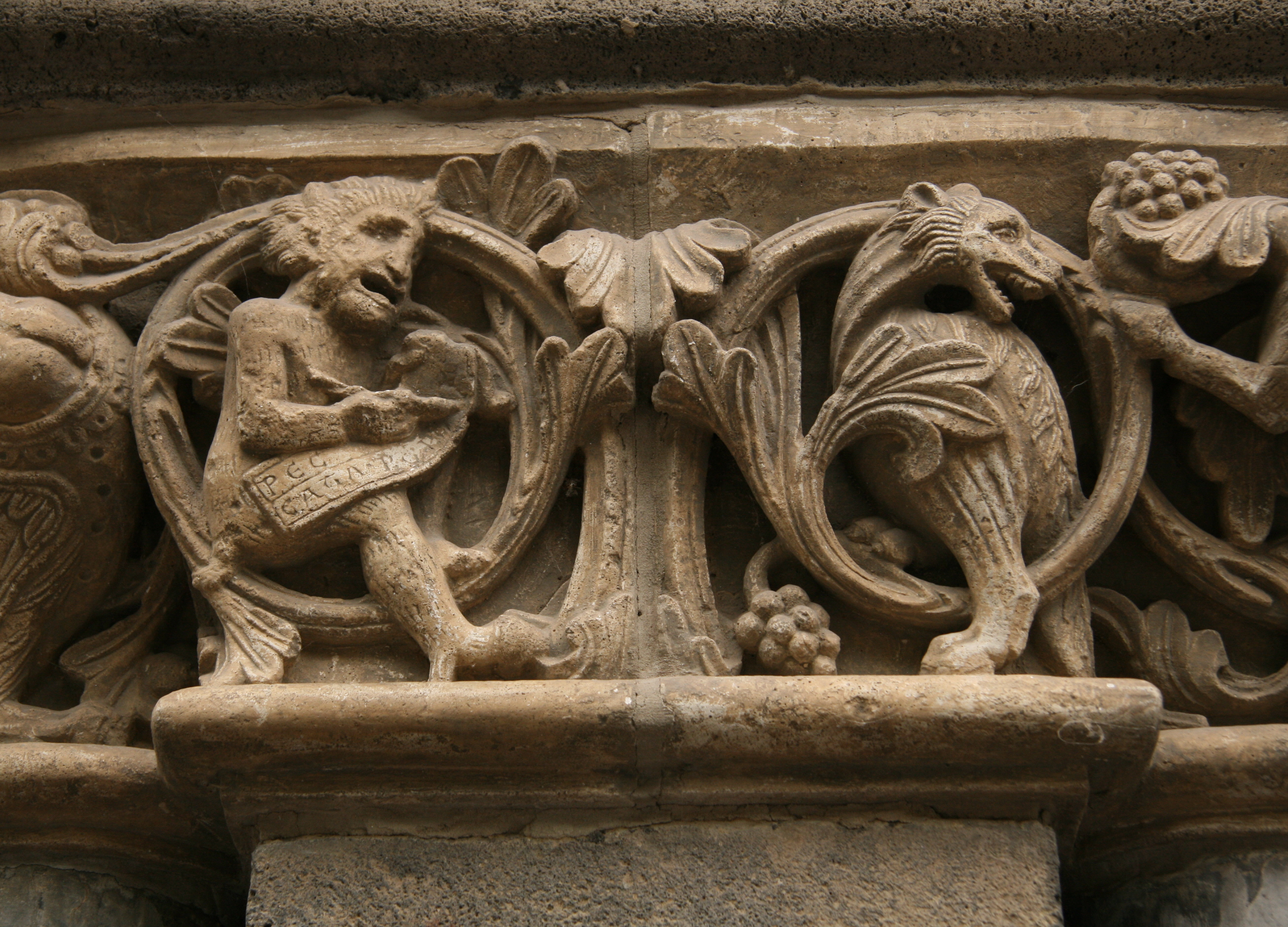
نقش‌برجستهٔ صومعهٔ ماریا لاک واقع در ایفل، راینلاند

هنر رمانِسک (به انگلیسی: Romanesque art) یا رومی‌وار، نوعی شیوهٔ معماری مربوط به سدهٔ یازدهم و دوازدهم است که مرکز آن ایتالیا بود. این نوع معماری از معماری روم و بیزانس تأثیرات اصلی را در طرح و بنای معماری دریافت کرد و در تزئینات داخلی نیز تأثیرات فراوانی از نگاره‌های ایرانی و بین‌النهرین گرفت. بیشترین تأثیر را هم بر روی معماری گوتیک گذاشت. در این نوع معماری یک جفت برج (سازه) عظیم چهارگوش وجود دارد، ستون‌ها کلفت‌ترند، فضای محراب کلیسا به منظور حضور افراد بیشتر گسترده‌تر است و برای جلوگیری از آتش‌سوزی از چوب در فضای کلیسا استفاده نمی‌شود. در این دوره نقش‌برجسته ‌ها که حدود ۶۰۰ سال متروک مانده بودند، دوباره احیاء شدند و در ساختمان کلیسا به کار رفتند، به گونه‌ای که می‌توان گفت پیکرتراشی به بخش ِ جدایی‌ناپذیرِ سردر کلیساها تبدیل شد. نقش برجستهٔ داوری اخروی مربوط به کلیسای اوتن (۱۱۳۰–۱۱۳۵) یکی از معروف‌ترین نقش‌برجسته‌های این دوره است.

## آثار شاخص دوران رومانسک
- کلیسای پیزا در پیزا (1099)
- کلیسای سنت اتین در کان (۱۰۶۸ م)
- کلیسای سن سرنن در تولوز (۱۰۷۰–۱۱۲۰)
- کلیسای سن ساوین سورگار تامب (۱۰۶۰–۱۱۱۵)

- کلیسای سنت آمبرو جیو ایتالیا